# San Juan de Nicaragua
San Juan de Nicaragua, anciennement San Juan del Norte ou Greytown, est une ville du Nicaragua, dans le département du Río San Juan.
La ville se situe au sud de la Côte des Mosquitos sur la mer des Caraïbes, à l'embouchure du Río San Juan.

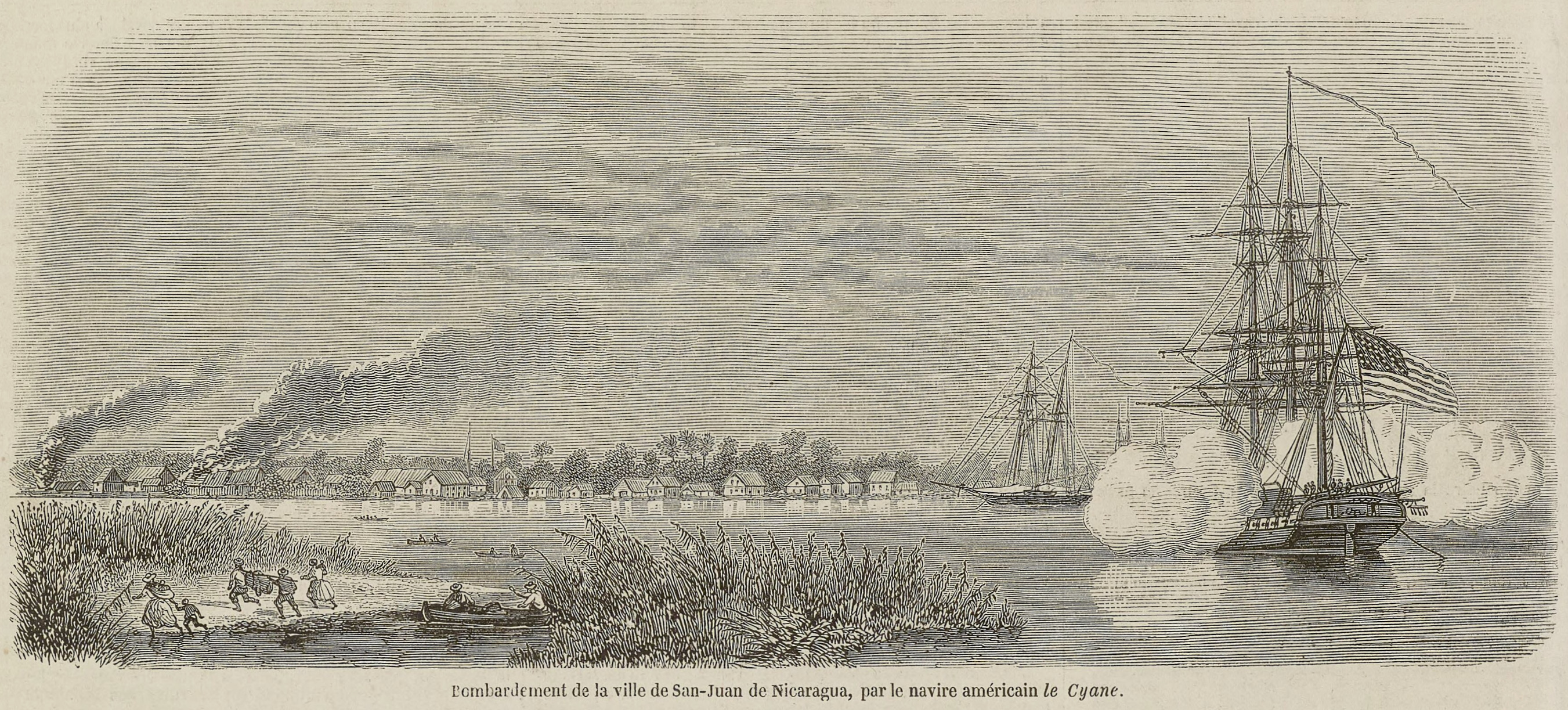
Bombardeo en 1854

## Histoire
La ville fut fondée par les Espagnols le jour de la Saint-Jean 1539 sous le nom de San Juan del Norte. 
En 1780, lors de l'expédition de San Juan pendant la guerre anglo-espagnole, les troupes britanniques s'en emparèrent mais, décimées par les fièvres, durent abandonner la place six mois plus tard.
Elle tomba sous le contrôle des Mosquitos au XVIIIe siècle, puis de nouveau en 1841. En 1848, elle fut de nouveau occupée par les Britanniques qui la remirent au royaume de la Côte des Mosquitos, ce qui faillit entraîner l'intervention des États-Unis. Cette crise dura jusqu'en 1850, date de la signature du Traité Clayton–Bulwer.
À partir de 1849, son port devint une étape pour la compagnie de transport de Cornelius Vanderbilt, spécialisée dans le transport de passagers de la côte est à la côte ouest de l'Amérique du Nord lors de la ruée vers l'or en Californie. Les bateaux partaient de New York et de La Nouvelle-Orléans pour rejoindre Greytown. De là, des bateaux fluviaux remontaient le Río San Juan jusqu'au lac Nicaragua, et après une traversée terrestre de l'isthme, les passagers réembarquaient à San Juan del Sur à destination de la Californie.
La prospérité de la ville fut stoppée net quand elle fut bombardée le 13 juillet 1854 par un sloop de guerre américain, dans le cadre d'un conflit entre les États-Unis et les habitants de la ville au sujet du contrôle des routes de transit; le bombardement est effectués en représailles à une blessure faite à un consul américain en poste au Nicaragua. Si la ville fut détruite, il n'y a eu aucune perte humaine et le site est reconstruit. L'année suivante, le flibustier américain William Walker s'y installa et s'autoproclama président du Nicaragua mais il en fut chassé par les Marines. La ville perdit alors de son importance avec l'arrêt de la compagnie de transport de Vanderbilt.
La ville fut placée sous la souveraineté du Nicaragua en 1860 mais resta sous protection britannique jusqu'en 1894. Elle comptait à l'époque 1 482 habitants.
En 1984, Greytown a de nouveau été attaquée lors du conflit Sandiniste-Contra.
Elle fut reconstruite en 1990 quelques kilomètres au nord-ouest sous le nom de Nuevo San Juan del Norte, elle comportait 30 familles rapatriées et 20 personnes démobilisées de guerre. Elle a été officiellement renommée San Juan de Nicaragua en 2002.